# 田野畑村営バス

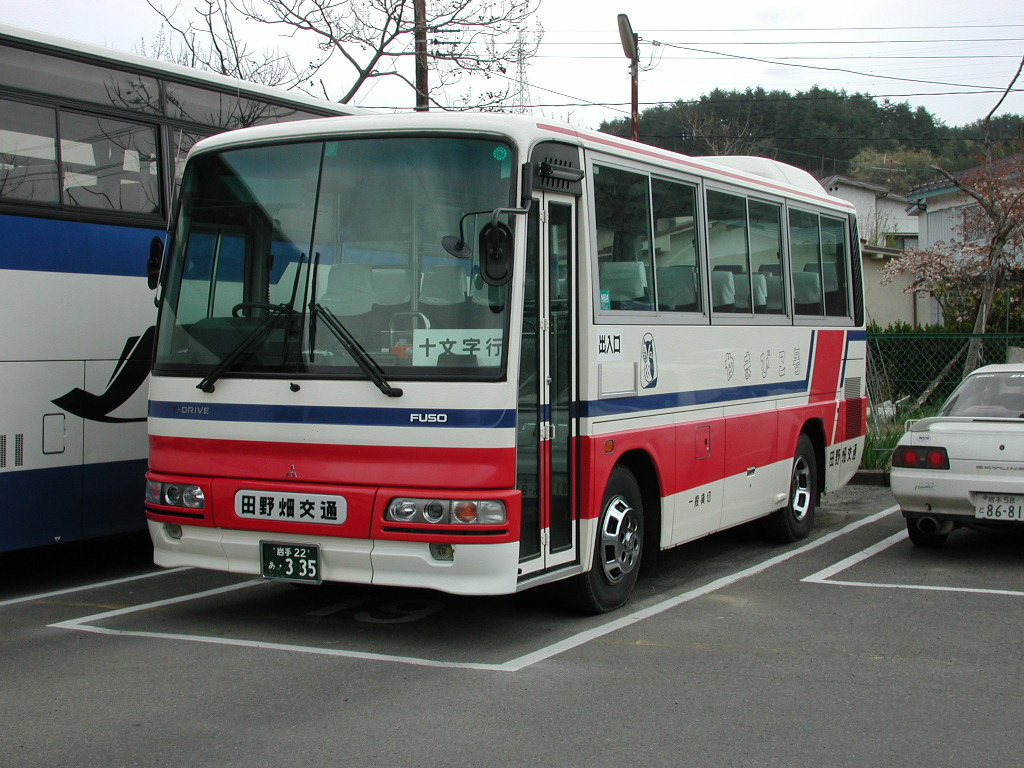
田野畑交通　やまびこ号

田野畑村営バス（たのはたそんえいバス）は、岩手県下閉伊郡田野畑村が運行するコミュニティバス・乗合タクシーである。村内の運輸事業者に運行を委託している。

## 概要
現在の田野畑村営バスの体系は2010年（平成22年）に形作られたものである。小学校・中学校のスクールバスとしての側面もあり、村内の一部の路線は無料で運行されている。従来は距離制運賃の村民バスが5路線・36系統で運転されていたが、地域によってはバスの本数がとても少ない、運行系統が複雑でわかりづらい等利便性に問題があったため、村内バスの運行方法などを見直し、通常のコミュニティバスやデマンド方式の乗合タクシーなど、公共交通として利用状況や地域の実情に即したものとなるべく村民バスの再編が行われた。

## 歴史
かつての村内交通は主に国鉄バスによって行われており、鉄道線の連絡となる陸中海岸線など多くの路線があったが、三陸鉄道北リアス線の開通や国鉄バスの合理化の影響で村内のバス路線は民営化後数年で全廃された。
- 1986年（昭和61年） - 国鉄バスの合理化により一部路線が廃止され、民間に廃止代替バス（21条バス）の運行を委託。
- 1992年（平成4年） - JRバス東北の完全撤退により、村が直営運行となる村民バス（80条バス）の運行を開始する。一部地域では、村民バスと民間の廃止代替バスが競合するようになる。
- 2002年（平成14年） - 民間路線バスを村民バスへ一本化し、村内事業者に運行を委託する。
- 2010年（平成22年） - 村民バスを総合バス、デマンド式乗合タクシー、観光乗合タクシーに再編する。
- 2018年（平成30年） - 総合バス全路線の運賃が無料となる。また、委託先が東日本交通に変更される[1]。

## 総合バス
「タノくんバス」の愛称がついており、大別して村内5方面へ運行されている。スクールバスも兼ねており村内の移動は基本は無料だが、岩泉町方面・普代村方面の村外へ通じるバスに乗車する場合は有料となっていたが、2018年4月の改正より全路線無料となった。

### 北山・羅賀方面
- 平日運転
- 運行経路
  - 北山 - （机） - 机浜 - （明戸 -） 田野畑駅 - （一本松） - 診療所 - 田野畑小/西和野 - 高校前 - 田野畑中 （- 十文字）

### 島越方面
- 平日運転
- 運行経路
  - 診療所 - 田野畑小 - 高校前 - 和野 - 島越駅 - 中松前沢 - 島ノ沢口 - 切牛 - 島ノ沢口 (- 大芦)
  - 田野畑小 - 高校前 - 和野 - 島越駅 - 中松前沢 - 島ノ沢口
  - 島越駅 - 中松前沢 - 島ノ沢口 - 切牛 - 島越口 - 大芦 - 北浜岩泉
  - 島越駅 - 和野 - 高校前

### 浜岩泉方面
- 平日運転
- 運行経路
  - 診療所 - 田野畑小 - 高校前 - 十文字 - 思惟大橋 - 浜岩泉 - 大芦 - 猿山 - 目名 - 年呂部
  - (診療所 -) 田野畑小 - 高校前 - 十文字 - 思惟大橋 - 浜岩泉 - 大芦 - 島越口 - 切牛 - 島越口 - 旧真木沢公民館
  - 猿山 - 目名 - 年呂部 - 三田市(要予約)

### 千丈・七滝方面
- 平日運転
- 運行経路
  - 診療所 - 田野畑小 - 西和野 - 高校前 - 十文字 - 七滝 - 大谷地 - 室場 - 千丈

### 沼袋方面
- 平日運転
- 運行経路
  - 田野畑中 - 西和野 - 田野畑小 - 一ノ渡 - 沼袋 - 甲地 - 細沢 - 三沢
  - 田野畑中 - 西和野 - 田野畑小/役場 - 姫松 - 一ノ渡 - 巣合 - （沼袋） - 田代 （→ 甲地 → 細沢 → 三沢）

#### 普代駅方面
- 火・木曜日運転
- 運行経路
  - 普代駅 - 落合 - 巣合 - 一ノ渡 - （田代） - 沼袋 - 甲地 - 細沢
  - 予約が必要。

#### 岩泉町方面
- 月・水・金曜日運転
- 運行経路
  - 思惟大橋 - 十文字 - 高校前 - 西和野 - 役場 - 姫松 - 一ノ渡 - 沼袋 - 甲地 - 細沢 - 三沢 - 細沢 - 甲地 - 千丈 - 室場 - 夏節 - 夏節口 - 龍泉洞 - 森の越 - 岩泉三本松 - 岩泉病院 - 岩泉消防署前

村民バス時は夏節トンネルが未開通だったこともあり、三沢で折り返さずそのまま山を越えて岩泉町に入り、直接夏節地区へ出ていた。途中バス停は設置されておらず、狭隘な山道を走行していた。

## 乗合タクシー
総合バスの停留所から家が遠い、利用者数が時期により変動的である等の問題を解消するため、村が運転を委託し有料で運行している。バスと同じく運行時間が決まっている。

### くるもん号
利用者が事前に予約すると、指定した場所まで迎えに来るエリアデマンド方式。地域によって運行日が決まっている。

### 観光乗合タクシー
観光客向けに、田野畑駅から観光地までのアクセスとして、三陸鉄道のダイヤに合わせて運行している。復路の利用時は予約が必要。
机浜・北山崎コースと鵜の巣断崖コースがある。
- 机浜・北山崎コース：北山崎まで800円（大人）、所要30分
- 鵜の巣断崖コース：鵜ノ巣断崖まで1500円（大人）、所要30分